# گمینا ویروشوو
گمینا ویروشوو (به لهستانی:  Gmina Wieruszów) یک گمینا در لهستان است که در شهرستان ویروشوف واقع شده‌است. گمینا ویروشوو ۹۷٫۱۳ کیلومتر مربع مساحت و ۱۴٬۱۷۶ نفر جمعیت دارد.